# Susan Solomon
Susan Solomon (Chicago, 1956) is een atmosferisch chemicus, die het grootste deel van haar carrière werkte voor de National Oceanic and Atmospheric Administration. In 2012 werd ze professor op het MIT. Ze was de eerste die met het reactiemechanisme van vrije radicalen van chloorfluorkoolstofverbinding het gat in de ozonlaag boven Antarctica verklaarde.
In 2008 stond ze op de lijst van 100 meest invloedrijke personen ter wereld, gepubliceerd door TIME.

## Wetenschappelijk werk
Solomon leidde in 1986 en 1987 expedities naar Antarctica waar ze als eerste observaties deed van hoge concentraties chloordioxide. Dit was het eerste bewijs dat een link legde tussen chloorchemie en het gat in de ozonlaag.
Solomon toonde aan dat vulkaanuitbarstingen de reacties van cfk's kunnen versnellen, door de vrijgekomen zwaveldeeltjes. Ook hier deed ze zowel werk op theoretisch niveau als directe metingen in het veld.
Ze was de eerste co-voorzitter van het IPCC-rapport 2007, en ook droeg ook bij aan het derde IPCC rapport uit 2001.

## Prijzen
- 2018 - Crafoordprijs
- 2012 - BBVA Foundation Frontiers of Knowledge Award in de categorie: klimaatverandering
- 2010 – Service to America Medal, uitgereikt door het Partnership for Public Service[4]
- 2009 – Volvo Environment Prize, uitgereikt door de Royal Swedish Academy of Sciences[5]
- 2009 – Opgenomen in de Amerikaanse National Women's Hall of Fame[6]
- 2008 – Grande Médaille van de Franse wetenschapsacademie[7]
- 2007 – William Bowie Medal, uitgereikt door de American Geophysical Union
- 2000 – Carl-Gustaf Rossby Research Medal, uitgereikt door de American Meteorological Society[8]
- 1999 – National Medal of Science, uitgereikt door de President van de Verenigde Staten[9]
- 1994 – Solomon Glacier en de Solomon Saddle, een gletsjer en een sneeuwzadel op Antarctica, vernoemd in haar eer.
- 1991 – Henry G. Houghton Award, uitgereikt door de American Meteorological Society[8]

## Biografie
- The Coldest March: Scott's Fatal Antarctic Expedition, Yale University Press, 2002 ISBN 0-300-09921-5
- Aeronomy of the Middle Atmosphere: Chemistry and Physics of the Stratosphere and Mesosphere, 3rd Edition, Springer, 2005 ISBN 1-4020-3284-6